# Jonas Carl Greenfield
Jonas Carl Greenfield, né le 20 octobre 1926 à New York et mort le 13 mars 1995 à Jérusalem, est un spécialiste des langues sémitiques, ayant publié dans les champs de l'épigraphie sémitique, des études araméennes et sur les manuscrits de la mer Morte.

## Biographie
Jonas Carl Greenfield étudie à Yale, recevant un master en arts en 1951 et un doctorat en 1956, dont le titre est « The Lexical Status of Mishnaic Hebrew » (le statut lexical de l'hébreu mishnaïque). Il enseigne à l'université de Brandeis (1954-1956), à l'université de Californie à Los Angeles (1956-1965), à l'université de Californie à Berkeley (1965-1971) puis à l'université hébraïque de Jérusalem (1971-1995). Il devient, en 1990, professeur Caspar Levias de langues sémitiques antiques à l'Université hébraïque.
Il est membre du comité des traducteurs des Ketouvim (les « Autres Écrits ») pour la nouvelle traduction de la JPS (en) du Tanakh.

## Distinctions et honneurs
Jonas Carl Greenfield est membre de l'Académie israélienne des sciences et lettres.
En 1995, un festschrift est publié en son honneur : Solving Riddles and Untying Knots. Biblical, Epigraphic, and Semitic Studies in Honor of Jonas C. Greenfield. En 2000, l'American Oriental Society créa un prix en sa mémoire, le Jonas C. Greenfield Prize For Younger Semitists. Le Centre Orion pour l'étude des manuscrits de la mer Morte et de la littérature associée de l'Université hébraïque tient les séminaires scientifiques Jonas C. Greenfield depuis 1999. L'Israel Exploration Journal 45 no. 2-3 (1995) 61-200 fut publié comme « volume mémorial pour Jonas C. Greenfield ». L'éloge funèbre, en ajout du précédent, pages 83-84, inclut Ziony Zevit, Bulletin of the American Schools of Oriental Research 298 (mai 1995) 3-5 et Mark S. Smith, American Schools of Oriental Research Newsletter 45 no, 1 (printemps 1995) 1-2.

## Publications
On peut citer parmi ses publications :
- New directions in Biblical archaeology, dirigé avec David Noel Freedman (Garden City: Doubleday Anchor Books, 1969)  (ISBN 1111213089)
- Book of Job: a New Translation According to the Traditional Hebrew Text, avec Moshe Greenberg, avec une introduction de Nahum Sarna (Philadelphia: JPS, 1980).
- Corpus Inscriptionum Iranicarum. Pt.1. Vol.5. Texts 1, Inscriptions of ancient Iran. The Aramaic versions of the Achaemenian inscriptions, etc. The Bisitun inscription of Darius the Great: Aramaic version, dirigé avec Bezalel Porten (London: Lund Humphries, 1982)  (ISBN 0853314586)
- The Documents From the Bar Kokhba Period in the Cave of Letters: Greek Papyri, dirigé avec Naphtali Lewis et Yigaël Yadin (Washington: Biblical Archaeology Society, 1989)  (ISBN 9652210099)
- The Texts from Naḥal Ṣe'elim (Wadi Seiyal), The Madrid Qumran Congress. Proceedings of the International Congress on the Dead Sea Scrolls. Madrid 18-21 mars 1991. Volume Two, (Madrid: Editorial Complutense, 1992).
- The Wisdom of Ahiqar: Wisdom in Ancient Israel. Essays in Honour of J.A. Emerton, (Cambridge: Cambridge University Press, 1995)
- The Aramaic Levi Document: Edition, Translation, Commentary, dirigé avec Michael E. Stone et Esther Eshel (Leiden/Boston: Brill, 2004).

Ses publications plus courtes ont été rassemblées dans :
- Greenfield, Jonas C. `Al Kanfei Yonah: Collected Studies of Jonas C. Greenfield on Semitic Philology, dirigé par Shalom M. Paul, Michael E. Stone et Avital Pinnick, 2 vols. (Leiden: Brill, 2001).

Pour une appréciation du travail de Jonas Greenfield sur Qumrân et textes associés, on pourra se reporter à : Baruch A. Levine, "The Contribution of Jonas Greenfield to the Study of Dead Sea Literature." Dead Sea Discoveries, Vol. 3, No. 1 (Mar., 1996), pCatégorie:Étudiant de l'université Yale. 2-9.